# Arnoul de Rumigny
Pour les articles homonymes, voir Arnoul.
Arnoul de Rumigny, mort le 5 mai 1373, fut comte de Chiny (Arnoul IV) et comte titulaire de Looz (Arnoul VI) de 1362 à 1364. Il était fils de Guillaume d'Oreye, seigneur de Rumigny par donation de Louis IV de Looz en 1331, et de Jeanne de Looz (fille d'Arnoul V, comte de Looz et de Chiny).

## Biographie
En 1336, à la mort de son oncle Louis IV, comte de Looz et de Chiny, il revendique sa succession, mais sans succès, celle-ci passant à un autre neveu, Thierry de Heinsberg.
Le 25 janvier 1362, il achète à son cousin Godefroy de Dalenbrock le comté de Chiny et les droits de ce dernier sur Looz. 
Le 25 décembre, il engage Looz auprès de l'empereur Charles IV pour financer la reconquête de Looz, mais échoue dans cette entreprise, et il est obligé de vendre Looz à Wenceslas, duc de Luxembourg le 16 juin 1364. 
Le 23 septembre 1366, il conclut une transaction avec le prince évêque de Liège Jean d’Arckel, par laquelle il renonce définitivement à Looz moyennant une compensation financière.

## Famille
Il épouse vers 1346 Élisabeth de Flandre, fille illégitime de Louis de Flandre, comte de Nevers.
Ci-contre: une reproduction de la pierre tombale d'Arnoul de Rumigny et de ses parents qui se trouvait dans l'église de l'ancienne abbaye d'Oriente située à Rumigny.

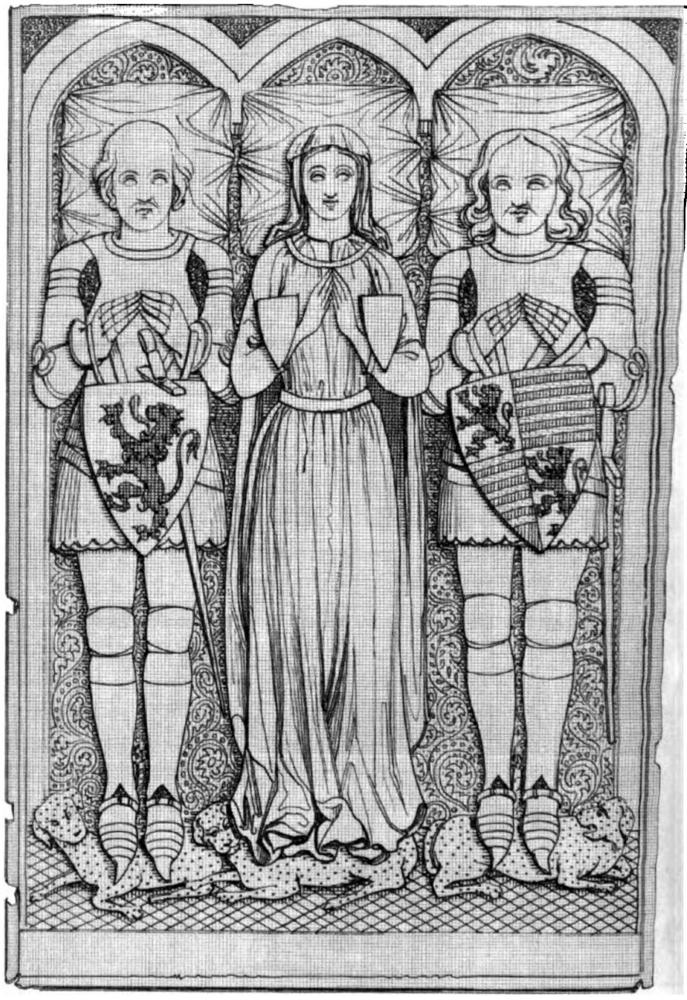

"Ici sont enterrés messire Guillaume d'Oreye, seigneur de Rummen, et dame Jeanne de Quaedbeeck, sa femme, laquelle était fille légitime du comte Arnould de Looz et de la comtesse Marguerite, et messire Arnould, leur fils, lequel était seigneur de Rumigny".